# ドリフターズ大作戦
『ドリフターズ大作戦』（ドリフターズだいさくせん）は、1969年10月6日から1970年3月30日まで日本テレビ系列局で放送されていた日本テレビ製作のバラエティ番組である。放送時間は毎週月曜 19:00 - 19:30 （日本標準時）。カラー放送。

## 概要
前番組『タレントスカウトショー あなた出番です!』のリニューアル版で、前番組で伊東ゆかりの補佐役を務めていたザ・ドリフターズのメンバーが司会を務めていた。
前番組と違い、本番組は歌だけでなくかくし芸も審査の対象にしていた。出場者の区分は「幼児」「少年」「青年」「壮年」の4ジャンルで、毎回それぞれの条件に合致する一般参加者たち（ソロまたはグループ）が出場していた。審査員たちはジャンルそれぞれの出場者たちが披露するかくし芸や歌を審査し、週チャンピオンを1組選んだ。そして月末の回で行われる月間チャンピオン大会に勝ち抜き、さらにグランドチャンピオン大会で優勝を収めた出場者には海外旅行がプレゼントされた。グランドチャンピオン大会は、番組が半年で打ち切られずに続いていれば半年ごとに行われる予定だった。
なお最終回では、『あなた出番です!』時代のメイン司会者である伊東ゆかりがゲスト出演した。

## 出演者
- 司会：ザ・ドリフターズ[1]
- レギュラーメンバー：小山ルミ[1]、ゴールデン・ハーフ
- レギュラー審査員：なかにし礼

## 放送局
特記の無い限り全て放送時間は月曜 19:00 - 19:30、同時ネット。
- 日本テレビ（制作局）
- 札幌テレビ：土曜 18:00 - 18:30[2]
- 青森放送[3]
- 秋田放送[3]
- 山形放送[4]
- 仙台放送：日曜 14:30 - 15:00[5]
- 北日本放送[6]
- 福井放送[6]
- 山梨放送[7]
- 名古屋テレビ[8]

- 読売テレビ[9]
- 日本海テレビ[10]
- 西日本放送[11]
- 広島テレビ：木曜 18:00 - 18:30[11]
- 山口放送[12]
- 四国放送[13]
- 南海放送[12]
- 高知放送[12]
- 福岡放送[14]